# Guglielmo Cliton
Guglielmo di Normandia, detto Clito (il principe o il nobile), equivalente all'anglo-sassone Atheling o al germanico Adelinus, (in francese Guillaume de Normandie dit Guillaume Clito) (Rouen, 25 ottobre 1102 – Saint-Omer, 28 luglio 1128), fu conte delle Fiandre dal 1127 fino alla sua morte. Fu inoltre pretendente al ducato di Normandia dal 1106, come successore di suo padre, Roberto il Corto o Cosciacorta e per un certo periodo (1120-1125) era stato anche pretendente alla corona inglese, come unico maschio legittimo della casa di Normandia, in grado di succedere allo zio, Enrico I Beauclerc.

## Origine
Secondo il monaco e cronista normanno Guglielmo di Jumièges, autore della sua Historiæ Normannorum Scriptores Antiqui, era l'unico figlio dell'ottavo signore della Normandia che fu il sesto ad ottenere formalmente il titolo di Duca di Normandia, che era stato anche conte effettivo del Maine e dal 1069 era solo titolare della contea, Roberto il Corto o Cosciacorta e di Sibilla di Conversano che, secondo il monaco e cronista inglese, Orderico Vitale, era figlia di Goffredo primo Conte di Conversano, Signore di Montepeloso, di Brindisi, Monopoli, Nardò e Matera e di Sichelgaita del Molise, figlia di Rodolfo conte del Molise e di una principessa longobarda.

Roberto il Corto o Cosciacorta, sia secondo Guglielmo di Jumièges, che secondo Orderico Vitale e il cronista e monaco benedettino dell'abbazia di Malmesbury, nel Wiltshire (Wessex), Guglielmo di Malmesbury, era il figlio maschio primogenito del duca di Normandia e re d'Inghilterra, Guglielmo il Conquistatore e di Matilde delle Fiandre(1032 - 1083), figlia di Baldovino V, conte delle Fiandre, e di Adele di Francia, sorella del re di Francia, Enrico I.

## Biografia
Secondo Orderico Vitale, Guglielmo nacque a Rouen, il 25 ottobre 1102.
Poco dopo la sua nascita, il 21 marzo (Sibilla comitissa Normannie XII Kal. Apr.) 1103, Guglielmo rimase orfano della madre Sibilla che morì a causa del parto, secondo Guglielmo di Malmesbury, oppure avvelenata, secondo Orderico Vitale.
Nel 1106, lo zio, il re d'Inghilterra, Enrico I Beauclerc guidò una spedizione attraverso la Manica, e, dopo alcune vittorie, bruciò Bayeux e occupò Caen, per proseguire verso la contea di Mortain, dove avvenne lo scontro decisivo. Secondo il Florentii Wigornensis Monachi Chronicon, dopo che Enrico aveva assediato il castello di Tinchebray la battaglia con la vittoria di Enrico avvenne il 29 settembre 1106. Roberto fu catturato (secondo Orderico Vitale dal contingente Bretone) durante la Battaglia di Tinchebray, mentre Roberto II di Bellême, riuscì a fuggire. Roberto, riconosciuta la propria sconfitta, ordinò a Falaise e Rouen di arrendersi e svincolò tutti i suoi vassalli dal giuramento di fedeltà.
Roberto venne privato del ducato di Normandia, con l'approvazione del re di Francia, Filippo I, che lo dichiarò incapace di mantenere l'ordine e la pace nel suo territorio, ed Enrico I si impossessò del ducato di Normandia, con l'approvazione del suo sovrano, il re di Francia, Filippo I.
Suo padre, Roberto, II fu inviato in Inghilterra, dove fu tenuto prigioniero. Guglielmo di Jumièges sostiene che Enrico I condusse con sé Roberto II ed alcuni altri e li tenne in custodia per tutta la loro vita, inizialmente nella Torre di Londra, successivamente al castello di Devizes e poi nel castello di Cardiff. Guglielmo, che allora era solo un bambino, invece fu affidato al cognato Elia di Saint Saens, marito della sua sorellastra di cui non si conosce il nome, per essere educato, come ci informa Orderico Vitale. Poi Guglielmo fu preso in consegna dal conte di Arques che aveva l'ordine di portarlo in esilio e lo consegnò a Elia I del Maine ed a Roberto II di Bellême, comunque Guglielmo aveva la protezione del nuovo re di Francia, Luigi VI.
Guglielmo, dopo diverse peripezie, verso il 1111, raggiunse il cugino, il conte delle Fiandre, Baldovino VII, che lo prese sotto la sua protezione, mentre in Normandia serpeggiava un certo malcontento dovuto anche agli intrighi fomentati, dopo il 1108, dal nuovo re di Francia, Luigi VI il Grosso. Ora anche la presenza di Guglielmo, pretendente al ducato di Normandia, tra le file dei fiancheggiatori del re di Francia aumentava il malcontento dei baroni normanni.
Nel 1119 Guglielmo era ancora alla corte di Fiandra, come dimostra il documento n° XXVIII del Cartulaire de l'abbaye de Saint-Bertin, controfirmato da Guglielmo insieme al cugino, Carlo il Buono(domino Karolo et Wilhelmo), datato anno verbi incarnati millesimo centesimo decimo nono.
Nel 1119, Enrico sicuro padrone della Normandia, iniziò le ostilità con Luigi VI, che si protrassero, tra scontri e tregue sino al 1120. Nel 1119, Luigi VI, dopo che era stato sconfitto e umiliato nella piana di Brémule, vicina alla piazzaforte di Les Andelys, chiese a papa Callisto II di fare da arbitro e nel concilio di Reims, del 20 e 21 ottobre 1119, Luigi VI prese la parola e, tra le altre cose accusò Enrico I del trattamento che riservava a suo fratello, Roberto il Corto, suo suddito (di Luigi VI), rinchiuso in una prigione da quasi quindici anni e al figlio di questi, Guglielmo, obbligato a vivere in esilio.
Enrico I, nel 1120, perse l'unico figlio legittimo maschio, ed unico erede legittimo al trono, Guglielmo Adelin, mentre attraversava la Manica, assieme al padre, alla corte e a un gran numero di nobili, per fare ritorno in Inghilterra, dopo aver siglato la pace con la Francia. Guglielmo Cliton, in quel momento poteva essere considerato il nuovo erede di Enrico sia per l'Inghilterra che per la Normandia, ma, dallo zio, non venne minimamente considerato, però, con la morte del cugino, la sua posizione come pretendente, agli occhi dei baroni anglo-normanni, si era rafforzata.
Guglielmo Adelin aveva lasciato una vedova, Matilde (o Alice), figlia del conte d'Angiò, Folco V, e di Eremburga del Maine, che era rientrata in Angiò; il loro matrimonio era avvenuto nel 1119, prima del concilio di Reims. A Matilde, che aveva potato in dote, oltre alle altre cose, la contea del Maine, Enrico I non aveva alcuna intenzione di restituirla. Allora, secondo il cronista e monaco benedettino dell'abbazia di Malmesbury, nel Wiltshire (Wessex), Guglielmo di Malmesbury, a causa della mancata restituzione, il conte d'Angiò, Folco V, che era alleato di Enrico I si schierò apertamente dalla parte di Guglielmo Cliton e, nel 1123, gli diede in moglie la sua ultimogenita Sibilla, con la stessa dote che aveva già dato a Matilde, la contea del Maine. Assieme al suocero e al re di Francia, Luigi VI, progettarono di attaccare la Normandia, anche senza il sostegno del nuovo conte delle Fiandre, Carlo I il Buono. Enrico I allora si alleò col proprio genero, l'imperatore germanico Enrico V, che invase la contea di Champagne, arrivando sino a Reims, dove si fermò, perché lo attendeva un imponente esercito, che lo costrinse a rientrare in Germania.
Enrico I si opponeva però al matrimonio tra Guglielmo e Sibilla, che aveva circa dodici anni, in quanto Guglielmo Cliton, che era l'unico figlio legittimo del duca di Normandia, Roberto il Corto o Cosciacorta, mentre lo zio Enrico I continuava a tenere in prigione suo padre, era pretendente del ducato di Normandia, e che dal 1123, era anche erede della contea del Maine.
Enrico I, spendendo una notevole quantità d'oro e d'argento, nel 1124, riuscì a dimostrare la consanguineità tra Guglielmo e Sibilla e in agosto di quello stesso anno, il matrimonio tra Guglielmo e Sibilla venne annullato da Papa Callisto II, su pressione di Enrico I.
Guglielmo Cliton, secondo la Bolla papale n° 507 del 26 agosto 1124, che lo minacciava di interdetto, dovette lasciare le contee d'Angiò e del Maine
Nel 1127, a gennaio, Guglielmo sposò Giovanna del Monferrato, figlia di Ranieri I del Monferrato e sorellastra di Adelaide di Savoia, moglie di Luigi VI di Francia. Sia Guglielmo di Jumièges che Orderico Vitale sostengono che il matrimonio fu organizzato dalla regina di Francia, Adelaide di Savoia. In quello stesso mese di gennaio il re di Francia, Luigi VI, fece dono a Guglielmo di Pontoise, Chaumont, Mantes e del Vexin francese
Il 2 marzo 1127, il conte delle Fiandre, Carlo I il Buono, senza eredi legittimi, venne assassinato nella chiesa di San Donaziano a Bruges, mentre era intento alle sue devozioni. I pretendenti erano molti, Guglielmo di Ypres, Teodorico di Alsazia, Arnoldo di Danimarca, Baldovino IV di Hainaut ed altri tra cui, Goffredo il Barbuto, duca del Brabante, ma il re di Francia, Luigi VI, chiamato dai fiamminghi, si precipitò ad Arras, e convocò i notabili fiamminghi perché eleggessero il suo candidato, suo cognato, Guglielmo Cliton. Guglielmo venne eletto e fu subito confermato da Gand, Bruges, Lilla, Saint-Omer ed assieme al re si avviò verso Bruges, attraversando buona parte della contea, accolto con entusiasmo. A Bruges intanto erano stati catturati e giustiziati gli assassini di Carlo I il Buono.
Guglielmo attuò però una politica poco attenta alle esigenze dei borghesi predominanti nelle città fiamminghe e in poco tempo i suoi rivali presero coraggio e Teodorico di Alsazia, prima conquistò Lilla e Gand, poi prese anche il controllo di Bruges e fu, di fatto, eletto nuovo conte e nel febbraio 1128, anche per gli aiuti finanziari che suo zio Enrico concedeva ai suoi nemici, quasi tutte le Fiandre erano per Teodorico. Guglielmo, ridotto ad una parte del sud della contea, dopo che tramite il re di Francia, Teodorico, rinchiusosi in Lilla, era stato scomunicato, con l'appoggio di molti nobili passò al contrattacco e il 21 giugno, alleatosi con Goffredo il Barbuto, sconfisse Teodorico a Tielt e poi al castello di Oostkamp. Teodorico allora era fuggito da Lilla per rinchiudersi ad Alost. Guglielmo e Goffredo, il 12 luglio, posero l'assedio ad Alost, ma, durante l'assedio, in una scaramuccia con alcuni fanti nemici Guglielmo, il 28 luglio, venne ferito ad un braccio, la ferita andò in gangrena e Guglielmo, il 9 agosto, morì, mentre secondo gli Obituaires de Sens Tome II, era morto il 29 luglio (IIII kal. aug.). Con la morte di Guglielmo, senza eredi, Teodorico, fu riconosciuto conte, come Teodorico I, da tutta la contea. Il re di Francia Luigi VI dovette accettare il fatto compiuto e ratificare che Teodorico I fosse succeduto a Guglielmo.
Mentre della seconda moglie, Giovanna non si hanno più notizie, la prima moglie di Guglielmo, Sibilla d'Angiò, dieci anni dopo l'annullamento del matrimonio, nel 1134, come ci conferma l'arcivescovo, Guglielmo, della città di Tiro, nell'odierno Libano, nel suo Historia rerum in partibus transmarinis gestarum, sposò il nuovo Conte delle Fiandre, Teodorico di Alsazia, figlio primogenito del duca di Lorena Teodorico II e della sua seconda moglie, Gertrude delle Fiandre. Teodorico di Alsazia era cugino primo dei precedenti conti delle Fiandre, Baldovino VII e Carlo I. Sibilla era la seconda moglie di Teodorico, come ci conferma il documento n° CX del Cartulaire de l'abbaye de Saint-Bertin.

## Discendenza
Di Guglielmo, che non ebbe figli né da Sibilla né da Giovanna, non si conosce alcuna discendenza.

## Ascendenza
|                                    |   |                        | Genitori                |  |  | Nonni |  |  | Bisnonni               |  |  | Trisnonni                |  |
|                                    |   |                        |                         |  |  |       |  |  | Roberto I di Normandia |  |  | Riccardo II di Normandia |  |
|                                    |   |                        |                         |  |  |       |  |  | Roberto I di Normandia |  |  | Riccardo II di Normandia |  |
|                                    |   | Giuditta di Bretagna   |                         |  |  |       |  |  | Roberto I di Normandia |  |  |                          |  |
| Guglielmo I d'Inghilterra          |   |                        |                         |  |  |       |  |  | Roberto I di Normandia |  |  |                          |  |
|                                    |   | Herleva di Falaise     | Fulbert di Falaise      |  |  |       |  |  |                        |  |  |                          |  |
|                                    |   | Herleva di Falaise     | Fulbert di Falaise      |  |  |       |  |  |                        |  |  |                          |  |
|                                    |   | Herleva di Falaise     | Duda                    |  |  |       |  |  |                        |  |  |                          |  |
| Roberto II di Normandia            |   | Herleva di Falaise     |                         |  |  |       |  |  |                        |  |  |                          |  |
|                                    |   | Baldovino V di Fiandra | Baldovino IV di Fiandra |  |  |       |  |  |                        |  |  |                          |  |
|                                    |   | Baldovino V di Fiandra | Baldovino IV di Fiandra |  |  |       |  |  |                        |  |  |                          |  |
|                                    |   | Baldovino V di Fiandra | Ogiva di Lussemburgo    |  |  |       |  |  |                        |  |  |                          |  |
| Matilde di Fiandra                 |   | Baldovino V di Fiandra |                         |  |  |       |  |  |                        |  |  |                          |  |
|                                    |   | Adele di Francia       | Roberto II di Francia   |  |  |       |  |  |                        |  |  |                          |  |
|                                    |   | Adele di Francia       | Roberto II di Francia   |  |  |       |  |  |                        |  |  |                          |  |
|                                    |   | Adele di Francia       | Costanza d'Arles        |  |  |       |  |  |                        |  |  |                          |  |
| Guglielmo Cliton, conte di Fiandre |   | Adele di Francia       |                         |  |  |       |  |  |                        |  |  |                          |  |
|                                    | … | …                      |                         |  |  |       |  |  |                        |  |  |                          |  |
|                                    | … | …                      |                         |  |  |       |  |  |                        |  |  |                          |  |
|                                    | … | …                      |                         |  |  |       |  |  |                        |  |  |                          |  |
| Goffredo di Conversano             | … |                        |                         |  |  |       |  |  |                        |  |  |                          |  |
|                                    |   | …                      | …                       |  |  |       |  |  |                        |  |  |                          |  |
|                                    |   | …                      | …                       |  |  |       |  |  |                        |  |  |                          |  |
|                                    |   | …                      | …                       |  |  |       |  |  |                        |  |  |                          |  |
| Sibilla di Conversano              |   | …                      |                         |  |  |       |  |  |                        |  |  |                          |  |
|                                    |   | Rodolfo di Moulins     | Guimondo di Moulins     |  |  |       |  |  |                        |  |  |                          |  |
|                                    |   | Rodolfo di Moulins     | Guimondo di Moulins     |  |  |       |  |  |                        |  |  |                          |  |
|                                    |   | Rodolfo di Moulins     | …                       |  |  |       |  |  |                        |  |  |                          |  |
| Sichelgaita di Molise              |   | Rodolfo di Moulins     |                         |  |  |       |  |  |                        |  |  |                          |  |
|                                    |   | …                      | …                       |  |  |       |  |  |                        |  |  |                          |  |
|                                    |   | …                      | …                       |  |  |       |  |  |                        |  |  |                          |  |
|                                    |   | …                      | …                       |  |  |       |  |  |                        |  |  |                          |  |
|                                    |   | …                      |                         |  |  |       |  |  |                        |  |  |                          |  |

### Fonti primarie
- (LA)  Obituaires de Sens Tome II.
- (LA)  Ordericus Vitalis, Historia Ecclesiastica, vol. II.
- (LA)  Historia Rerum in partibus transmarinis gestarum.
- (LA)  Cartulaire de l'abbaye de Saint-Bertin.
- (LA)  Bullaire du Pape Calixte II 1119-1124.
- (LA)  Ordericus Vitalis, Historia Ecclesiastica, vol. IV, liber X - XIII.
- (LA)  Ordericus Vitalis, Historia Ecclesiastica, vol. unicum.
- (EN)  The ecclesiastical history of England and Normandy, vol. III.
- (LA)  Florentii Wigorniensis monachi Chronicon, Tomus II.
- (EN)  The Chronicles of Florence of Worcester with two continuations.
- (EN)  Chronicle of the Kings of England: From the Earliest Period to the Reign, of king William's children.
- (LA)  Historiæ Normannorum Scriptores Antiqui.

### Letteratura storiografica
- Louis Halphen, "La Francia: Luigi VI e Luigi VII (1108-1180)", cap. XVII, vol. V (Il trionfo del papato e lo sviluppo comunale) della Storia del mondo medievale, 1999, pp. 705–739
- William John Corbett, "Inghilterra, 1087-1154", cap. II, vol. VI (Declino dell'impero e del papato e sviluppo degli stati nazionali) della Storia del Mondo Medievale, 1999, pp. 56–98.